# Kornelimünster/Walheim
Kornelimünster/Walheim ist einer der sieben Aachener Stadtbezirke. Er ist der südlichste Stadtbezirk der Stadt Aachen und liegt an der Grenze zu Belgien und der Eifel. Die Landschaft heißt Münsterländchen.

## Geschichte
Der Stadtbezirk Kornelimünster/Walheim wurde geschaffen, als im Rahmen der Gebietsreform in Nordrhein-Westfalen sieben Umlandgemeinden gemäß dem Aachen-Gesetz am 1. Januar 1972 nach Aachen eingemeindet wurden, darunter auch die bis dahin selbständigen Gemeinden Kornelimünster und Walheim. Während die Gemeinde Walheim als Ganzes nach Aachen eingegliedert wurde, wurden Teile der Gemeinde Kornelimünster, darunter die Ortschaften Breinig und Venwegen, in die Stadt Stolberg eingegliedert. Walheim und die nach Aachen eingegliederten Teile Kornelimünsters bilden seither zwei der Gemarkungen Aachens und wurden mit den Gemarkungen Lichtenbusch und Sief, die bereits vorher zu Aachen gehört hatten, zum neuen Stadtbezirk Kornelimünster/Walheim zusammengefasst.

## Zugehörige Orte
- Eich
- Friesenrath, an der Grenze zur Eifelgemeinde Roetgen
- Hahn, an der Inde
- Kornelimünster, Verwaltungssitz, mit historischem Ortskern
- Lichtenbusch, deutsch-belgischer Grenzort mit Autobahngrenzübergang an der A44/E40
- Nütheim
- Oberforstbach, mit Gewerbegebiet Pascalstraße (vornehmlich IT-Branche)
- Schleckheim
- Schmithof
- Sief, mit Grenzübergang nach Raeren (Belgien)
- Walheim, Handelszentrum und größter Ort des Stadtbezirks

## Partnerstadt
Seit 1960 besteht eine Partnerschaft der Gemeinde Walheim mit Montebourg (Normandie/Frankreich), die nach der Eingemeindung 1972 durch den Aachener Stadtbezirk Kornelimünster/Walheim gepflegt wird. Sie ist damit die älteste der Städtepartnerschaften Aachens. Auf französischer Seite wird die Städtepartnerschaft von der Association d’Échanges Culturels et Sportifs Comité de Jumelage Montebourg-Walheim gepflegt und auf deutscher Seite vom Jumelage Komitee Aachen-Walheim-Montebourg e. V.

## Sehenswürdigkeiten/Ausflugsziele

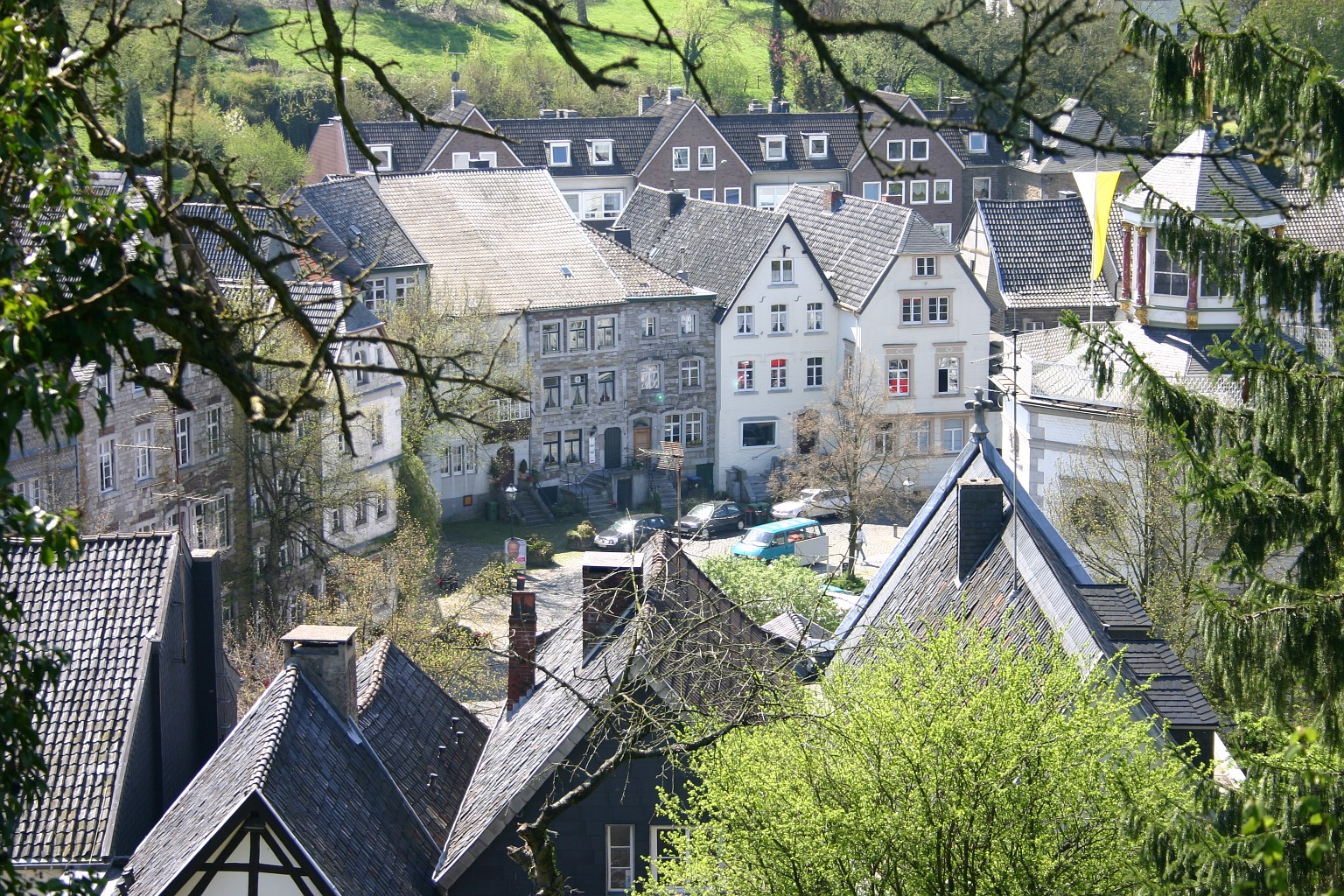
Historischer Stadtkern

- historischer Ortskern von Kornelimünster mit Fachwerkbauten an der Inde.
- ehemalige Reichsabtei Kornelimünster von 1721, Sitz der nordrhein-westfälischen Landeseinrichtung Kunsthaus Nordrhein-Westfalen Kornelimünster (bis 2015 Kunst aus NRW), öffentliche Ausstellung von Förderankäufen nordrhein-westfälischer Künstler. Öffnungszeiten siehe Weblinks.
- Abteigarten Kornelimünster
- Propsteikirche Kornelimünster (ursprünglich von 814–817 n. Chr.)
- Varnenum – Gallo-römische Ausgrabungsstätte bei Kornelimünster (Richtung Breinig) mit Resten einer römischen Tempelanlage.
- ehemalige Steinbrüche und Kalköfen der Kalkofenanlagen Walheim/Kornelimünster (beschilderter Kalkofenweg mit Erklärungstafeln).
- Freizeitgelände im ehem. Steinbruch in Walheim mit großem Spielplatz, Minigolf, Grillplatz usw. (seit Sommer 2005 auch über den Vennbahnradweg zu erreichen).
- Denkmalgeschützte Friedhofskirche St. Stephanus in Kornelimünster
- Denkmalgeschützte Kapelle St. Bernhard in Friesenrath
- Denkmalgeschützte Kriegerkapelle in Friesenrath
- Denkmalgeschützte Dreifaltigkeitskapelle in Schleckheim
- Denkmalgeschützte Kapelle Maria im Schnee in Kornelimünster
- landschaftlich besonders anziehende Täler an Inde, Iterbach und Rollefbach
- Vennbahntrasse (kombinierter Fuß-Radwanderweg)
- Beginn/Ende Eifelsteig nach Trier

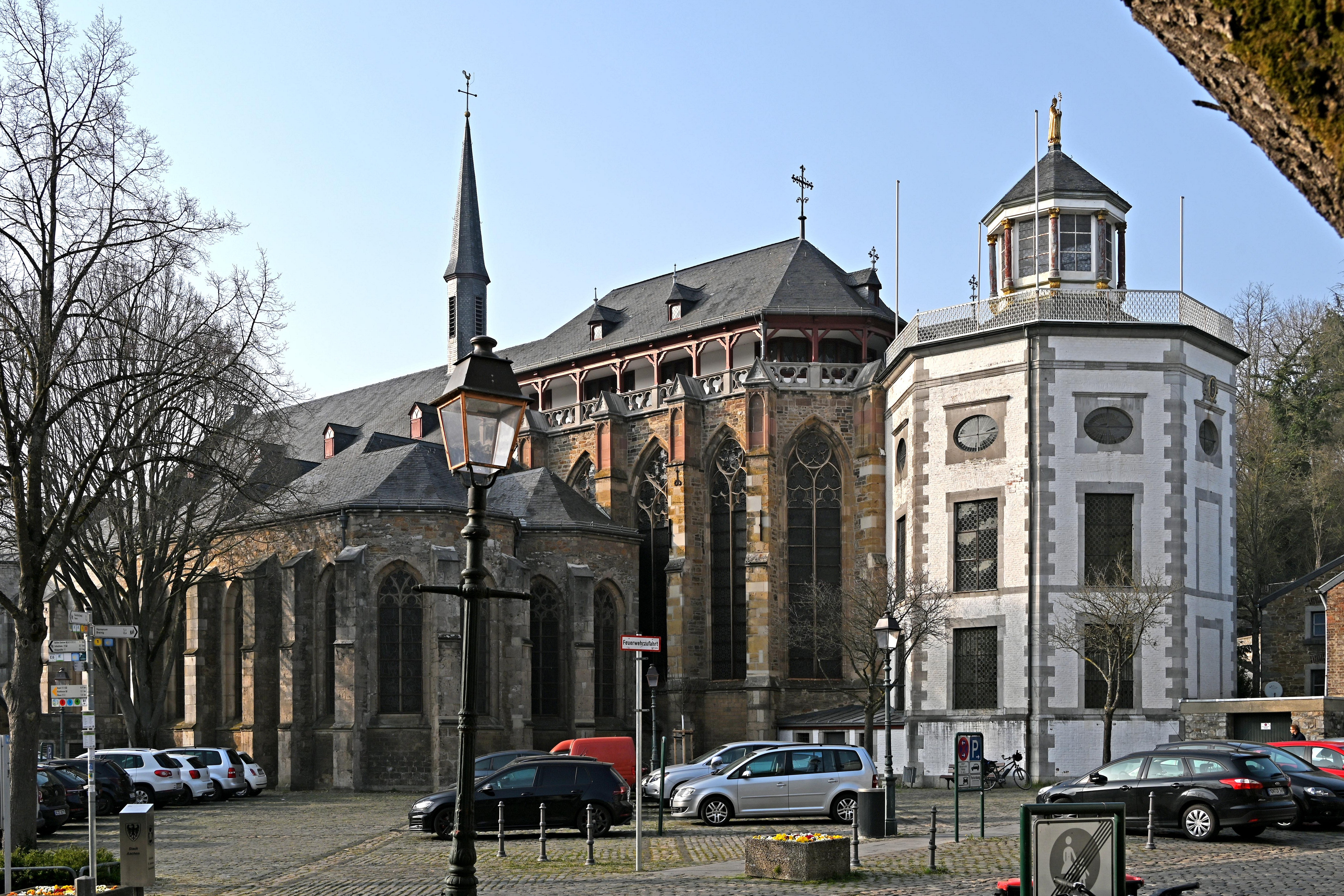
St. Kornelius
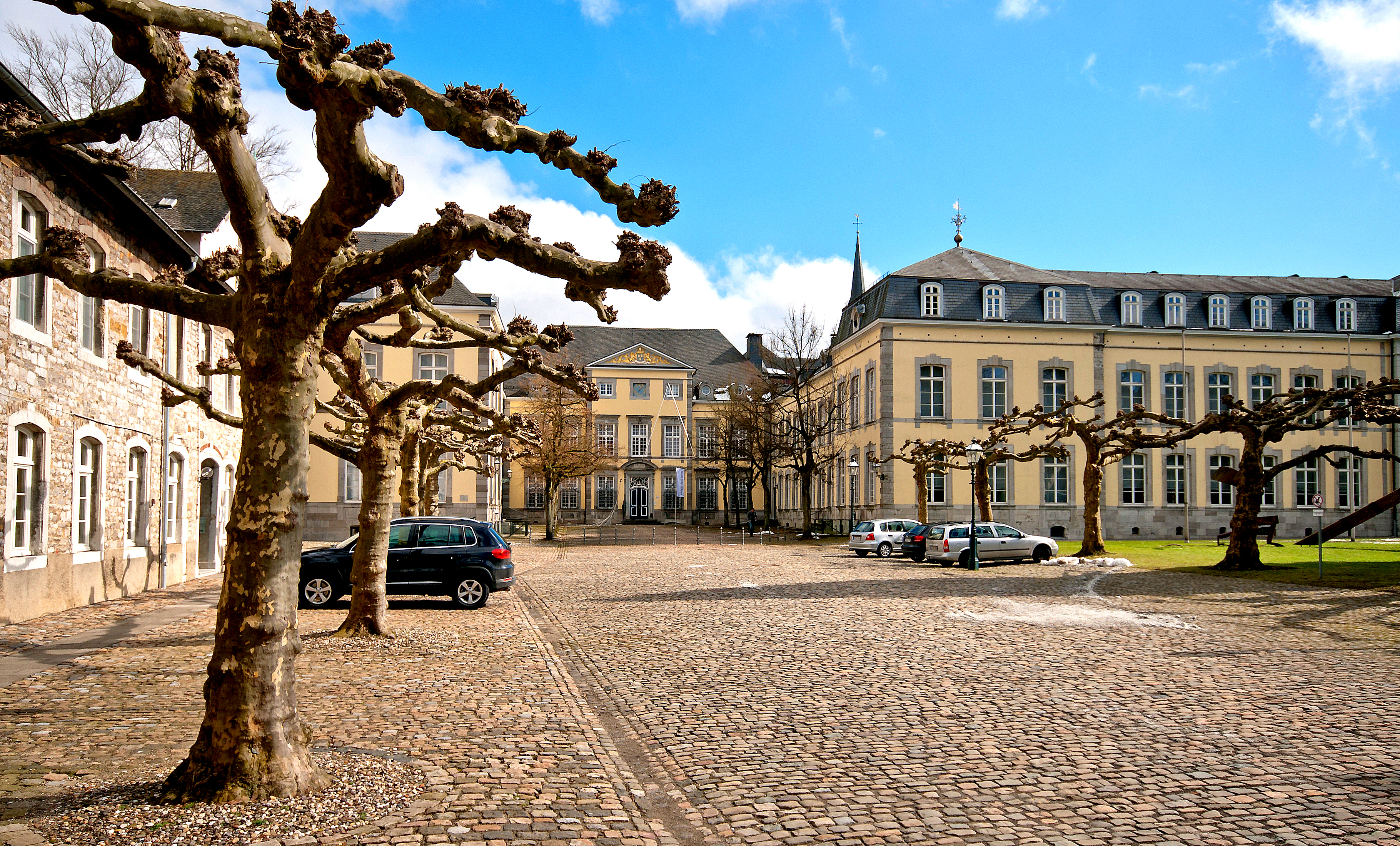
Reichsabtei
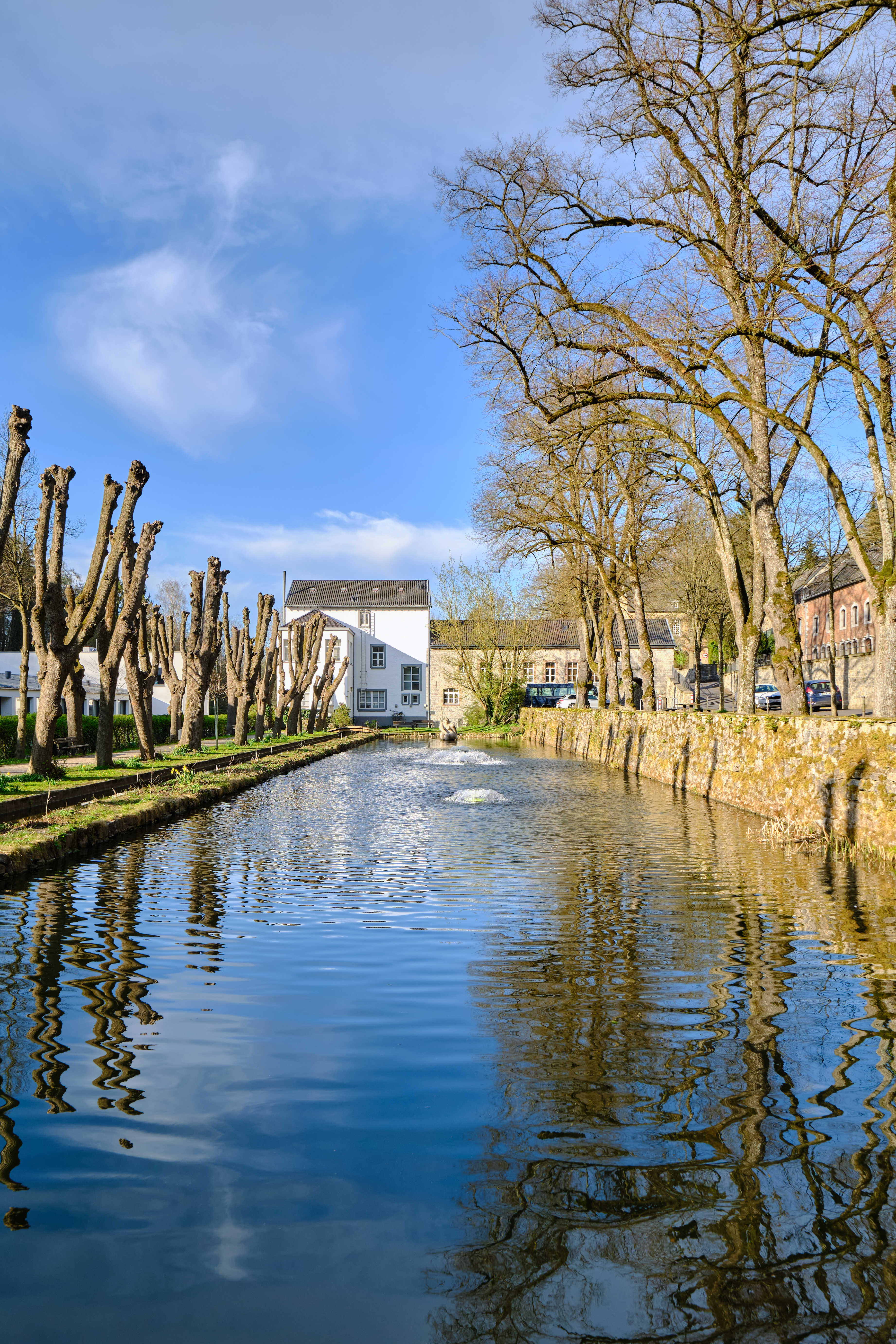
Abteimühle im Abteigarten
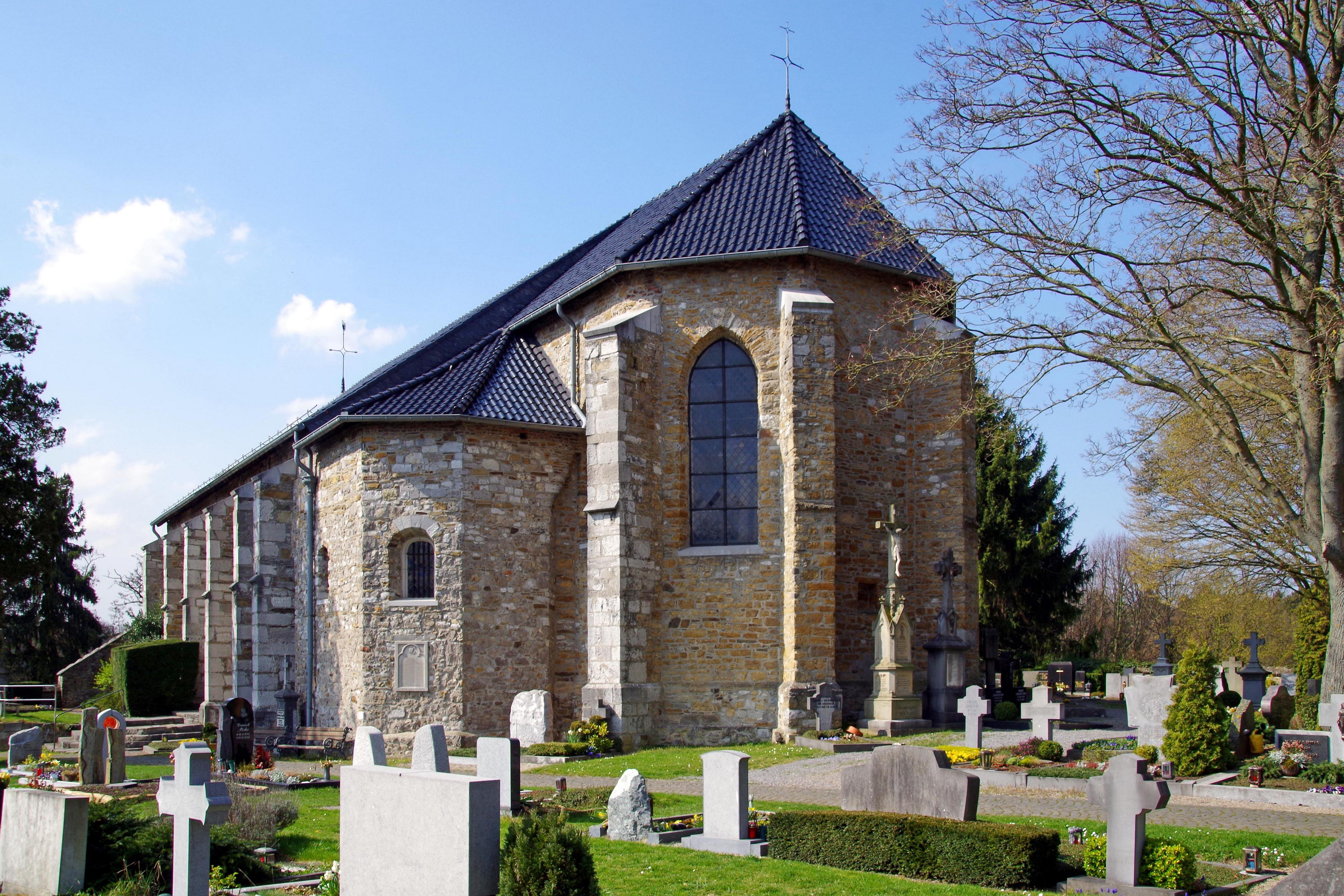
St. Stephan
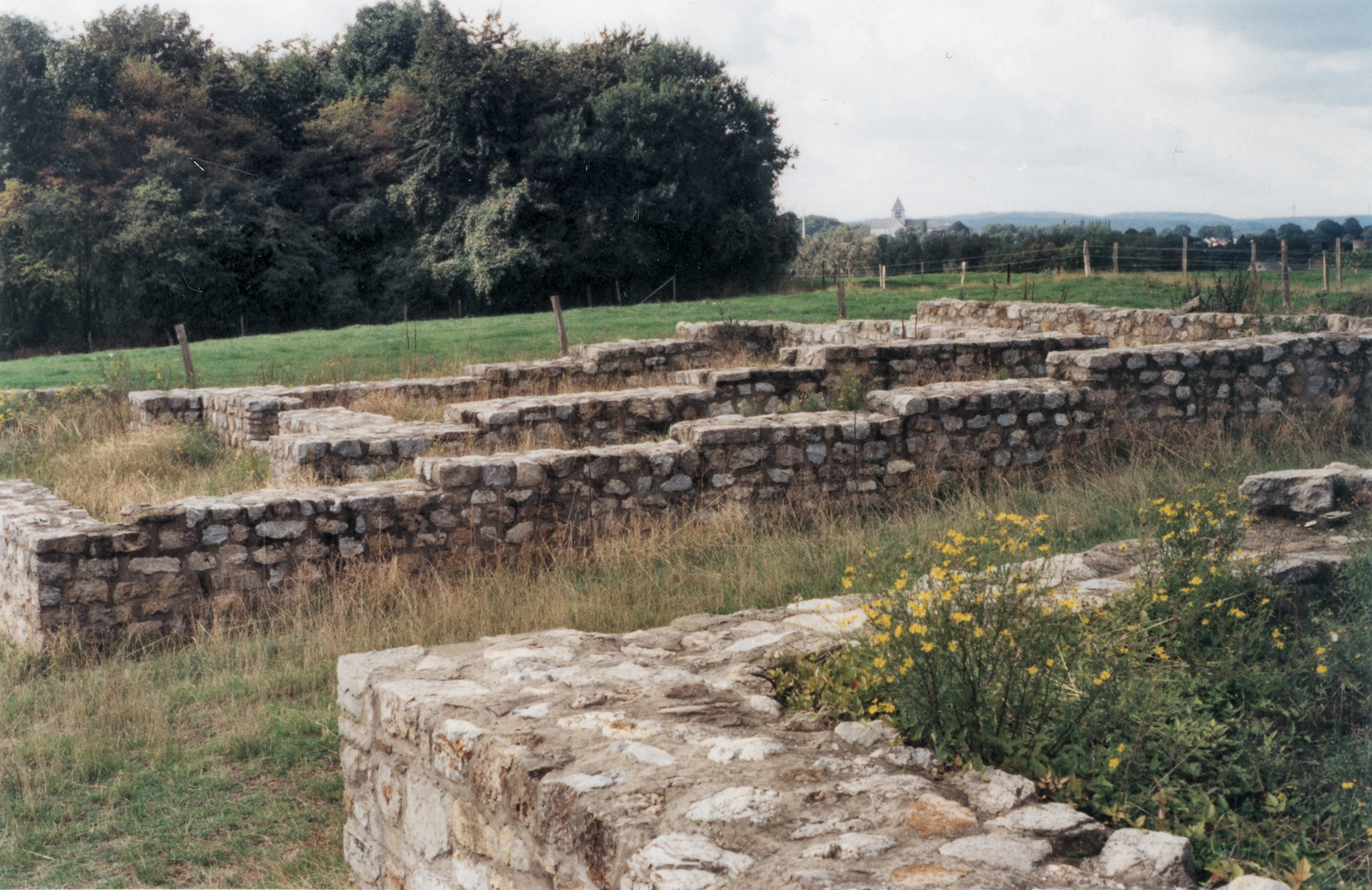
Varnenum
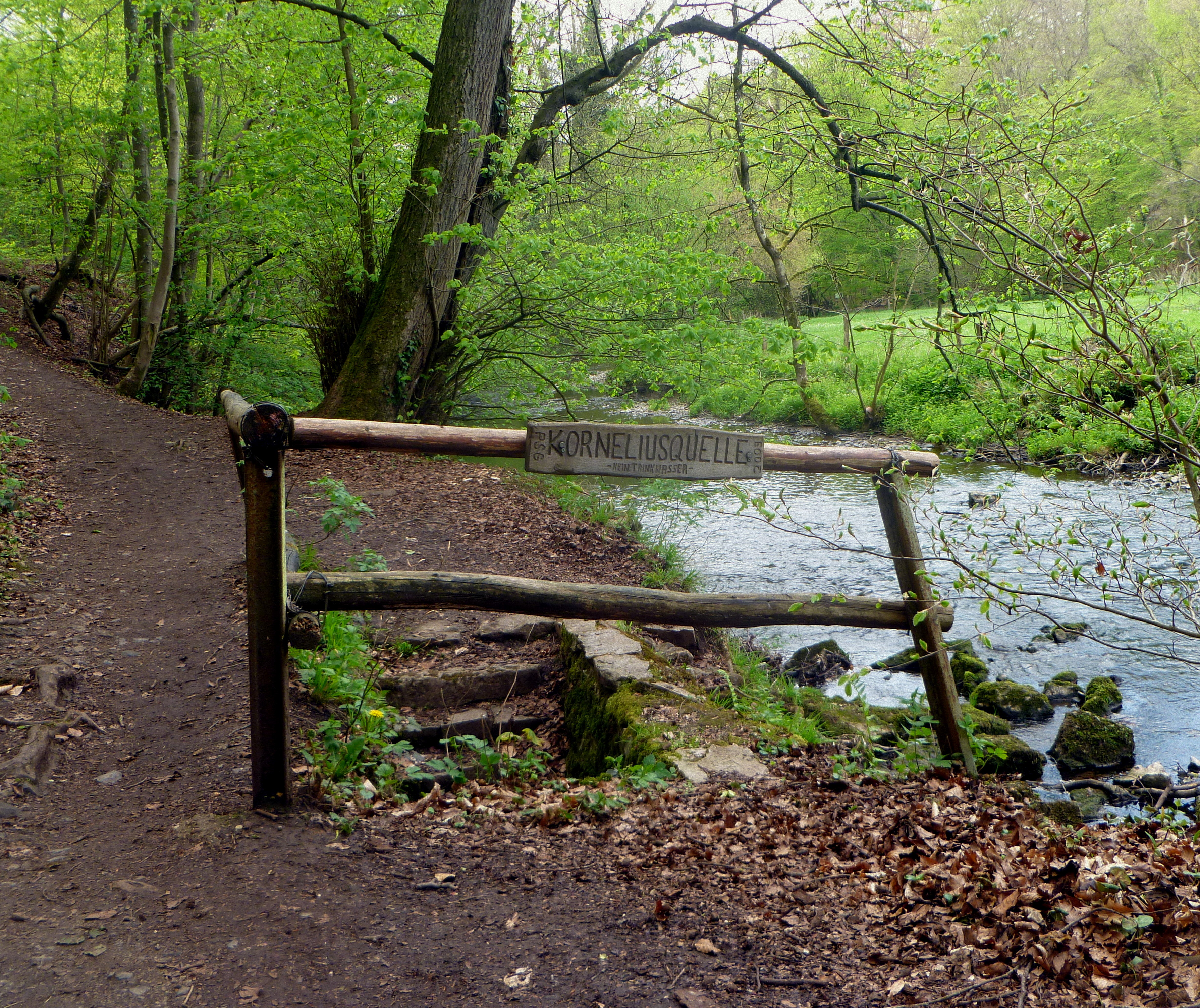
Indetal
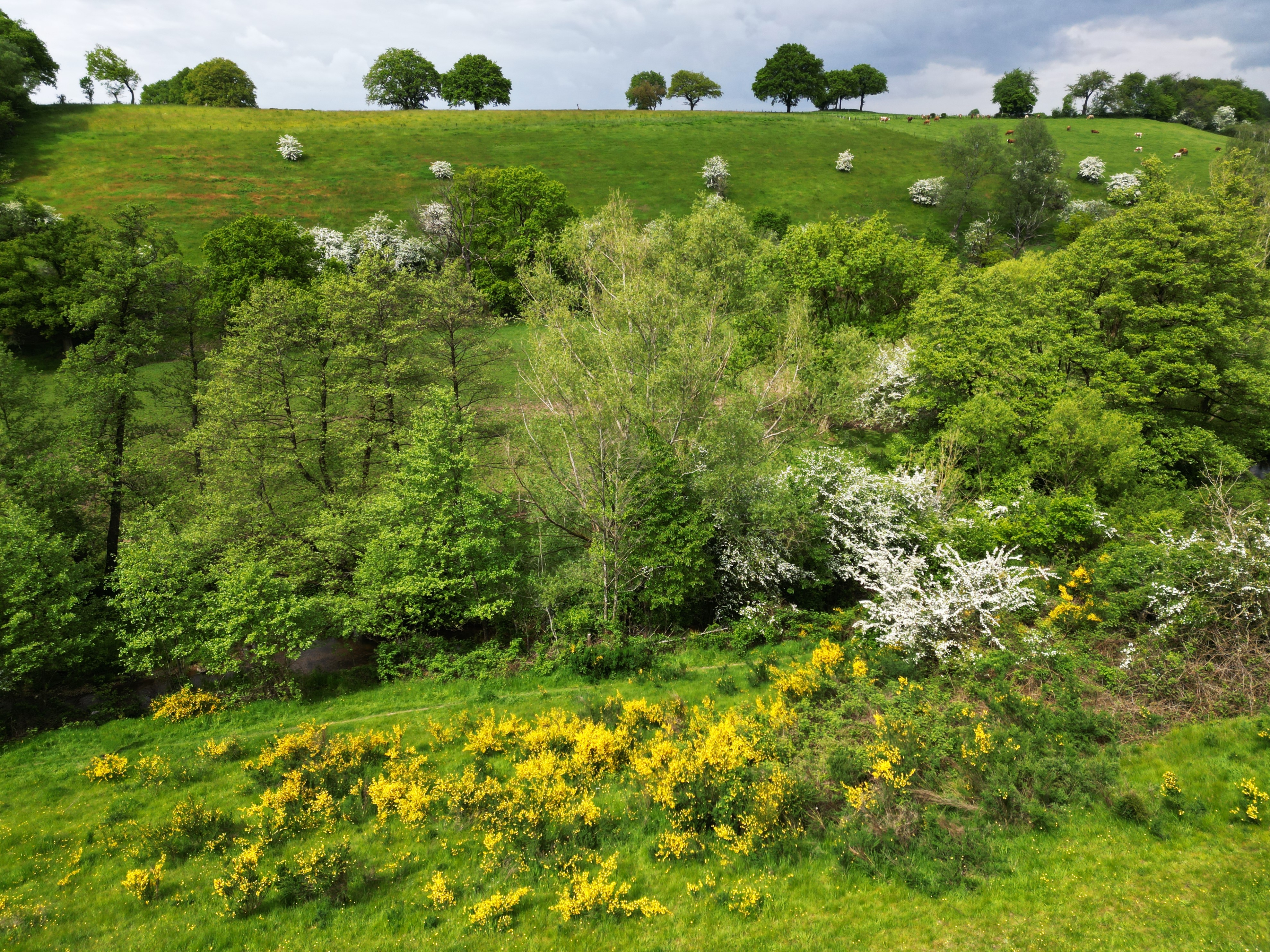
Itertal
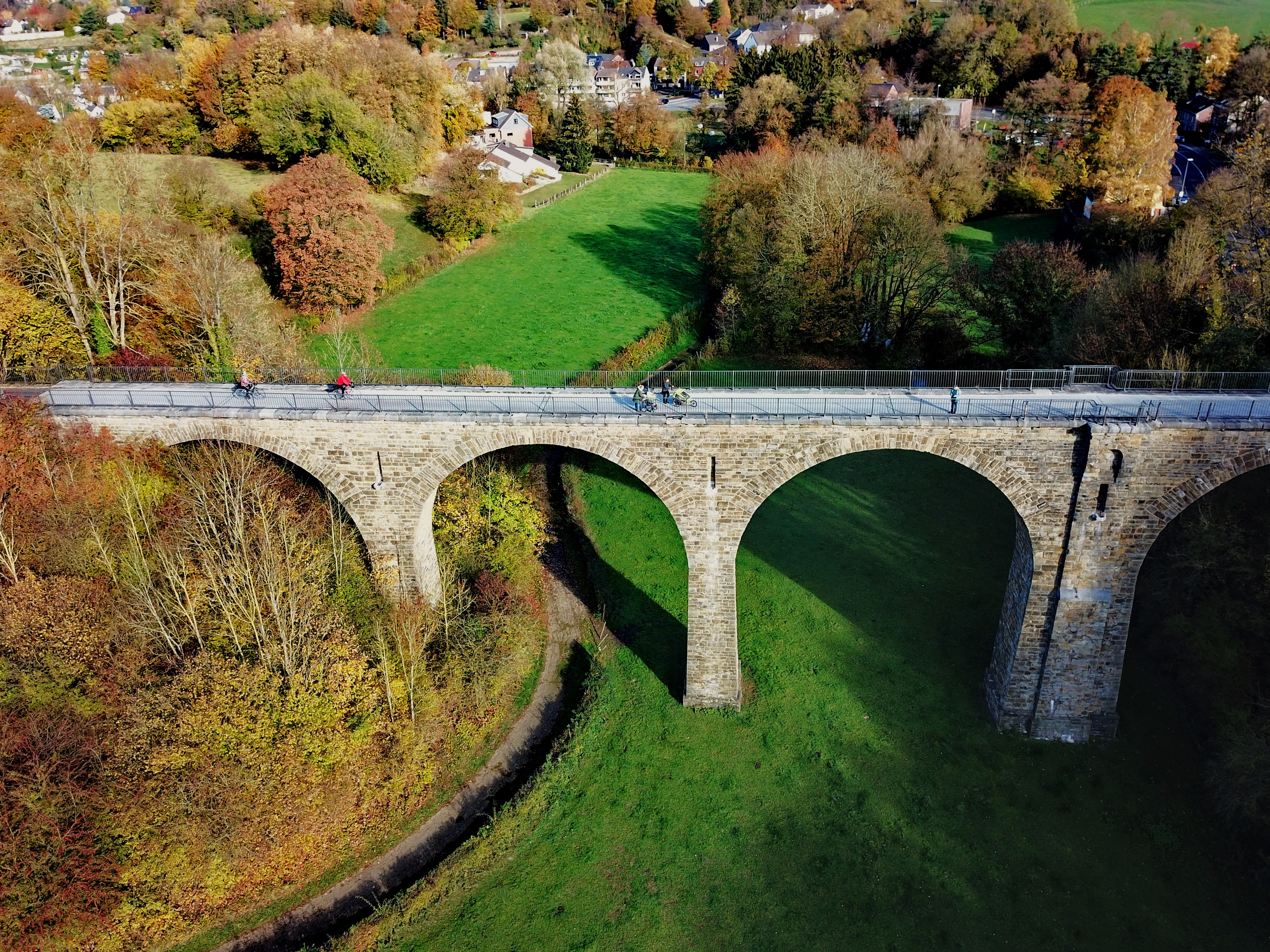
Vennbahn Fuß-Radweg
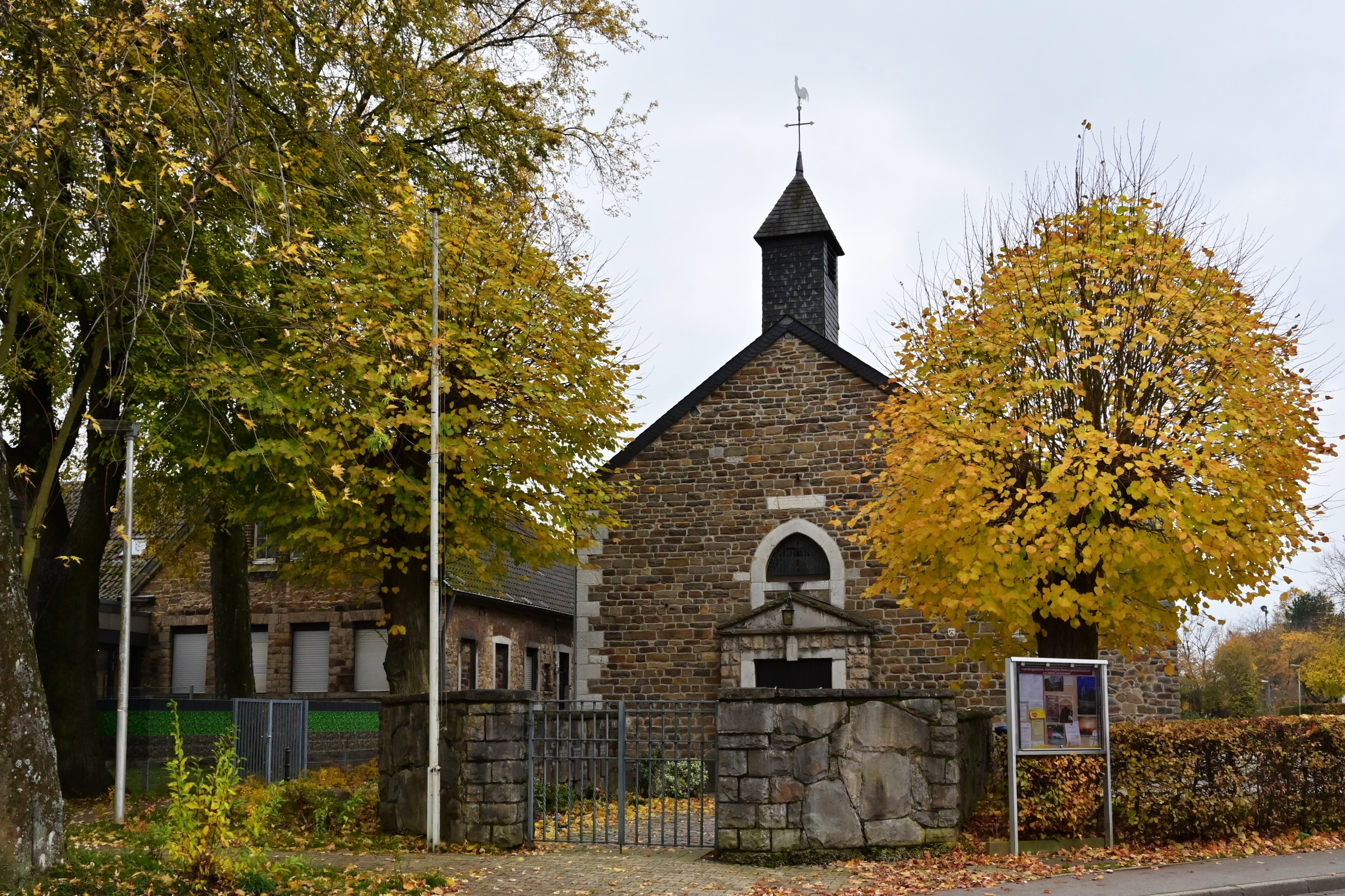
Dreifaltigkeitskapelle Schleckheim
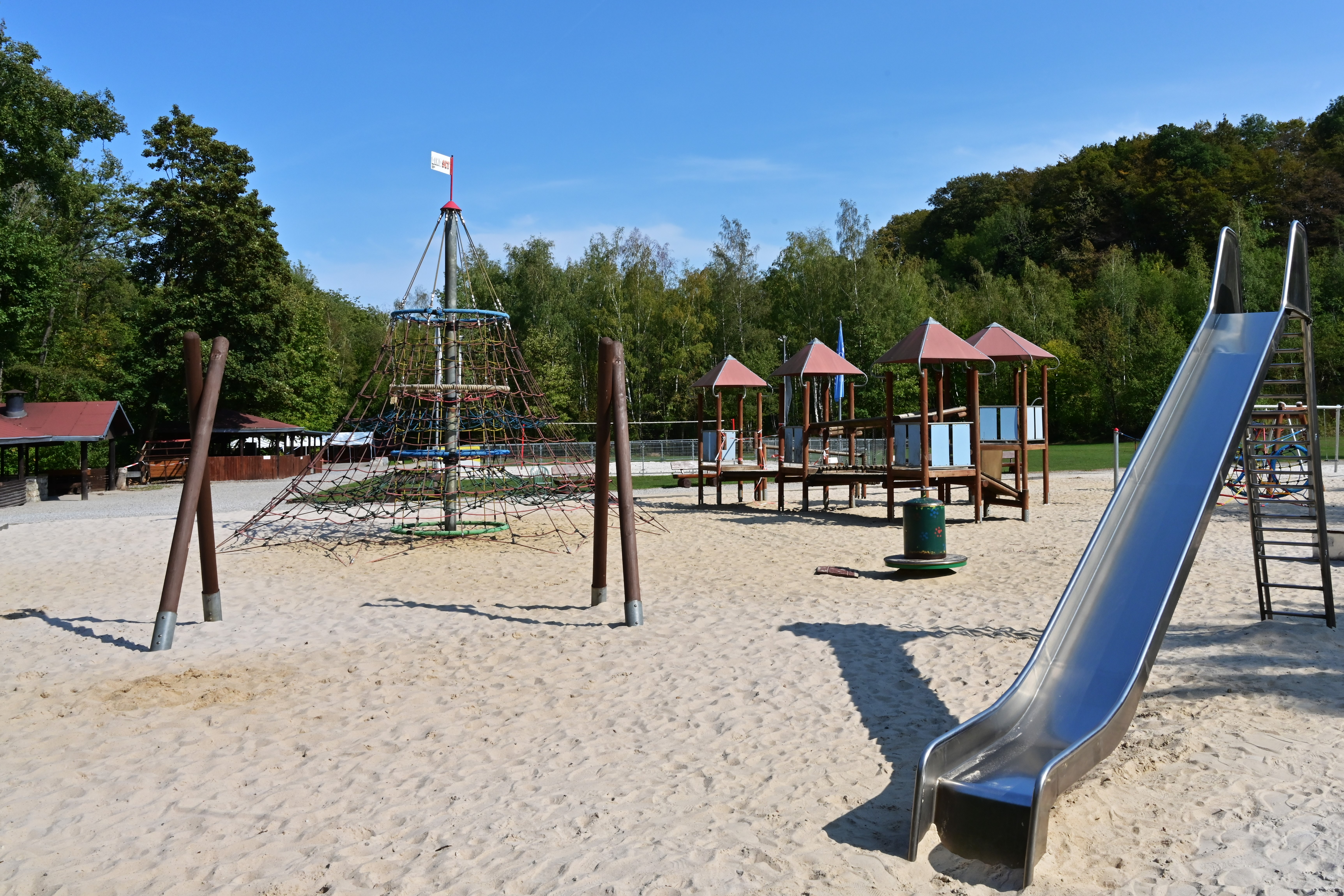
Freizeitgelände Walheim